# Fredrikshamnsbanan
| Straight track |

| Non-passenger station/depot on track |

| Unknown BSicon "ABZgr" |

| Small non-passenger station on track |

| Non-passenger end station |

| Straight track |

| Non-passenger station/depot on track |

| Unknown BSicon "ABZgr" |

| Small non-passenger station on track |

| Non-passenger end station |

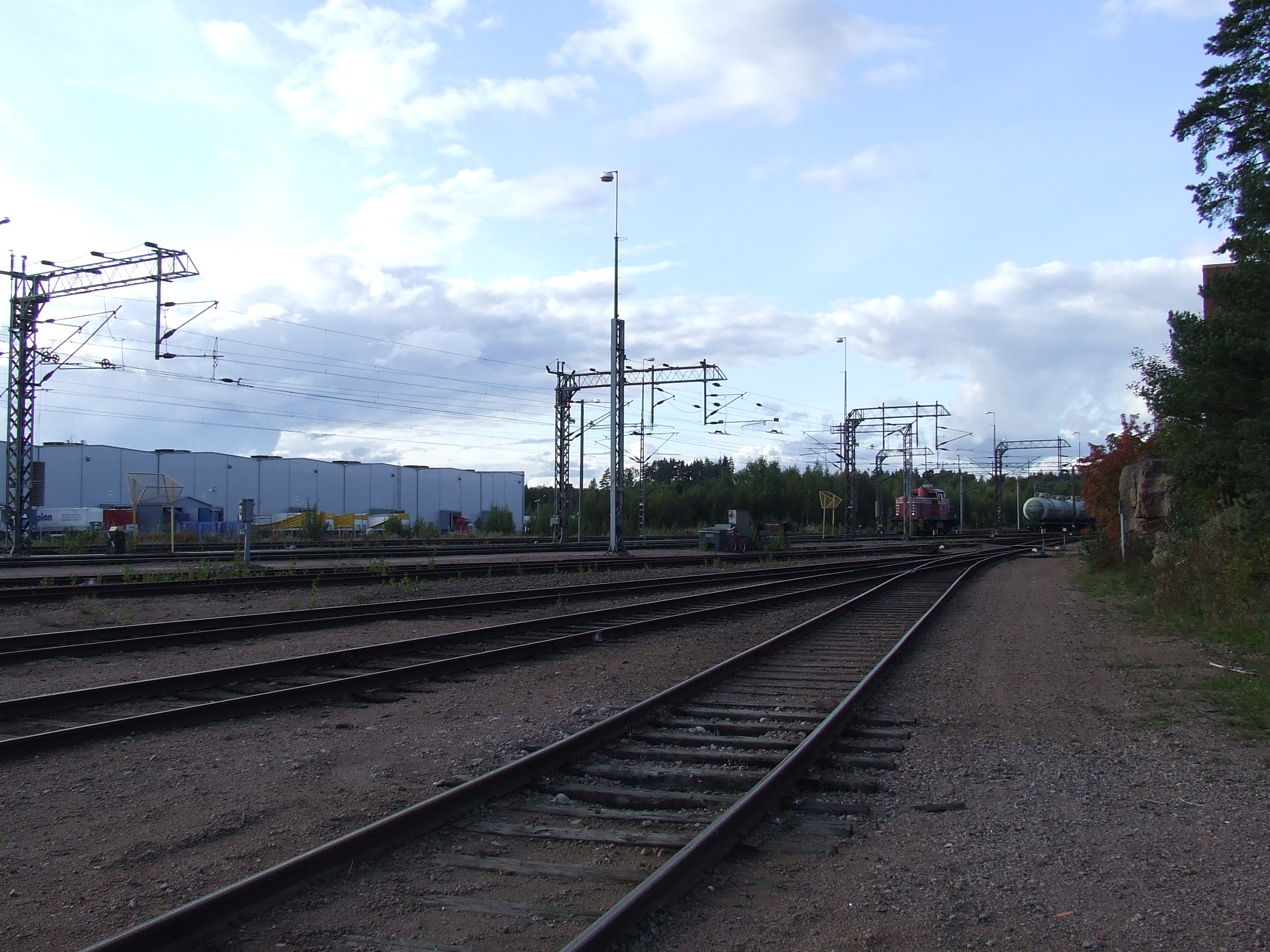
Bangården i Fredrikhamns hamn.

Fredrikshamnsbanan (finska Haminan rata) är en del av det finländska järnvägsnätet och börjar vid Juurikorpis järnvägsstation strax norr om Kotka och slutar i Fredrikshamn. Banans längd är 19 km och den färdigställdes år 1984 då den ersatte en äldre linje från Inkeroinen till centrala Fredrikshamn som invigdes år 1899. Det förekommer enbart godstrafik på banan som går till hamnen strax sydväst om stadens centrum.